# Густав Моленграф
Густав Адолф Фредерик Моленграф (на нидерландски: Gustaaf Adolf Frederik Molengraaff) е холандски геолог, биолог, пътешественик, изследовател на Африка и Азия.

## Биография
Роден е на 27 февруари 1860 година в Неймеген, Холандия. Учи математика и физика в Университета в Лайден, а от 1882 в Утрехтски университет. Като студент през 1884 – 1885 г. прави първите пътувания в чужбина, като се присъединява към една експедиция в Холандските Антили. След завършване на образованието си, написва дисертация и става доктор по геология. След това продължава образованието си в Мюнхен, като изучава кристалография и се възползва от възможността да прави изследвания в Алпите.
През 1888 г. Моленграф става доцент, а след това и професор по геология в Университета в Амстердам. По време на преподаването си в университета през 1891 г. пътува до Южна Африка, където изследва златните залежи, а от 1893 до 1897 пребивава на остров Калимантан. Пресича острова от изток на запад, изследва геоложкия му строеж и картира част от централните, неизследвани части на гигантския остров.
През 1897 г. става „държавен геолог“ на тогавашната Република Трансваал, като основната му задача е да извършва геоложки проучвания на страната. Открива голямото рудно находище Бушвелд. Заедно с геоложката дейност извършва и картографска, с което допринася за по-точното картиране на Трансваал. По време на Втората англо-бургска война се завръща в Холандия, написва и издава книга за златните находища на Трансваал и провежда експедиция до остров Сулавеси, където изследва тамошните златни находища.
През 1901 г., след завършване на войната, отново е поканен в Южна Африка да продължи проучвателната си дейност. Негово е откритието всеки войник да носи в себе си малка калаена табелка, на която са написани неговите лични данни.
През 1906 г. става професор в Университета в Делфт. През 1910 – 1911 възглавява комплексна геоложка експедиция в Източна Холандия, а през 1927 – в Южна Африка, организирана от Харвардския университет.
През 1930 г. се пенсионира и умира на 26 март 1942 във Васенаар на 82-годишна възраст.